# Демирель, Назмийе
Назмийе Демирель (тур. Nazmiye Demirel, девичья фамилия — Шенер (тур. Şener); 3 января 1927, Исламкой, Ыспарта — 27 мая 2013, Анкара) — супруга президента Турции Сулеймана Демиреля. Первая леди Турции (1993—2000).

## Биография
Назмийе Сенер родилась 3 января 1927 года селе Исламкой, ил Ыспарта, в семье фермера.
12 марта 1948 года вышла замуж за инженера Сулеймана Демиреля. В 1954 году уехала в США вместе со своим мужем, путешествовала по Франции, Швейцарии, Италии.
После военного переворота в Турции 12 сентября 1980 года Сулейман Демирель был смещён с поста премьер-министра страны. Назмийе Демирель никогда не оставляла своего мужа, в то время одну из важных фигур турецкой политической власти, в одиночестве в трудные дни.
В 1993 году стала первой леди Турции, когда её муж стал уже президентом страны. Во время нахождения на посту первой леди Турции никогда не давала интервью журналистам — в своей жизни она давала интервью только один раз. В турецких СМИ упоминается как «самая молчаливая жена лидера современной Турции».
До завершения её срока пребывания на посту первой леди страны множество раз вместе с Сулейманом встречалась с зарубежными политиками и их супругами. Одними из них были президент США Билл Клинтон и его жена Хиллари Клинтон.
С 2005 года Незмийе Демирель страдала болезнью Альцгеймера. С 2010 года она проходила лечение в больнице Университета Башкента в Анкаре.
Скончалась 27 мая 2013 года в больнице Анкары. Её тело было захоронено в её родном селе Исламкой. Во время похорон, на которых присутствовало около 5 тысяч человек, возникла суматоха из-за тесноты помещения. Учащиеся школы, названной в честь Назмийе Демирель, развернули плакат с надписью «Мы не забудем вас, тётя Назмийе» (тур. "Seni unutmayacağız Nazmiye Teyze"). Группа студентов из Университета имени Сулеймана Демиреля пришла на похороны в красных футболках и с красными розами в руках. На похоронах Назмийе Демирель присутствовали спикер Великого национального собрания Турции Джемиль Чичек, заместитель премьер-министра Бюлент Арынч, председатель НРП Кемаль Кылычдароглу, председатель Партии националистического движения Девлет Бахчели, бывший председатель НРП Дениз Байкал и прочие государственные и политические деятели, бизнесмены.